# Brayan León
Brayan León Muñiz (Turbaco, Colombia; 19 de octubre del 2000) es un futbolista colombiano. Juega como delantero centro y actualmente milita en el Independiente Medellín de la Categoría Primera A colombiana.

## Trayectoria
León Muñiz debutó en Primera División con el Deportivo Pereira en el 2021, allí estuvo hasta el Torneo Finalización 2022 donde se coronaron campeones al vencer en la tanda de penaltis al Independiente Medellín, consolidándose como titular y un jugador importante dentro del esquema del equipo "Matecaña". En el Deportivo Pereira León Muñiz anotó un total de 15 goles y dio 8 asistencias, lo que lo puso en consideración de los equipos grandes del país, fichando finalmente por el Junior de Barranquilla donde estuvo durante el primer semestre de 2023, jugando un total de 18 partidos entre la Categoría Primera A y la Copa Sudamericana, sin anotar goles y con una sola asistencia. Para el segundo semestre de 2023 fue confirmado como nuevo jugador del Independiente Medellín.

## Clubes
| Club                   | País     | Año           |
| ---------------------- | -------- | ------------- |
| Deportivo Pereira      | Colombia | 2021 - 2022   |
| Junior                 | Colombia | 2023          |
| Independiente Medellín | Colombia | 2023-presente |

## Estadísticas
Actualizado al último partido disputado el 30 de junio de 2025.
| Club                              | Div           | Temporada     | Liga  | Liga  | Liga  | Copa Nacional | Copa Nacional | Copa Nacional | Copa Internacional | Copa Internacional | Copa Internacional | Total | Total | Total |
| Club                              | Div           | Temporada     | Part. | Goles | Asist | Part.         | Goles         | Asist         | Part.              | Goles              | Asist              | Part. | Goles | Asist |
| --------------------------------- | ------------- | ------------- | ----- | ----- | ----- | ------------- | ------------- | ------------- | ------------------ | ------------------ | ------------------ | ----- | ----- | ----- |
| Deportivo Pereira · Colombia      | 1ª            | 2021          | 27    | 3     | 2     | 8             | 1             | 1             | -                  | -                  | -                  | 35    | 4     | 3     |
| Deportivo Pereira · Colombia      | 1ª            | 2022          | 43    | 10    | 7     | 3             | 1             | 1             | -                  | -                  | -                  | 46    | 11    | 8     |
| Deportivo Pereira · Colombia      | Total club    | Total club    | 70    | 13    | 9     | 11            | 2             | 2             | -                  | -                  | -                  | 81    | 15    | 11    |
| Junior · Colombia                 | 1ª            | 2023          | 17    | 0     | 1     | -             | -             | -             | 1                  | 0                  | 0                  | 18    | 0     | 1     |
| Junior · Colombia                 | Total club    | Total club    | 17    | 0     | 1     | -             | -             | -             | 1                  | 0                  | 0                  | 18    | 0     | 1     |
| Independiente Medellín · Colombia | 1ª            | 2023          | 25    | 4     | 2     | 2             | 0             | 0             | 1                  | 0                  | 0                  | 28    | 4     | 2     |
| Independiente Medellín · Colombia | 1ª            | 2024          | 27    | 8     | 0     | 5             | 2             | 1             | 10                 | 6                  | 3                  | 42    | 16    | 4     |
| Independiente Medellín · Colombia | 1ª            | 2025          | 21    | 3     | 4     | -             | -             | -             | -                  | -                  | -                  | 21    | 3     | 4     |
| Independiente Medellín · Colombia | Total club    | Total club    | 73    | 15    | 6     | 7             | 2             | 1             | 11                 | 6                  | 3                  | 91    | 23    | 10    |
| Total Carrera                     | Total Carrera | Total Carrera | 160   | 28    | 16    | 18            | 4             | 3             | 12                 | 6                  | 3                  | 190   | 38    | 22    |

## Palmarés
| Título              | Club              | País     | Año  |
| ------------------- | ----------------- | -------- | ---- |
| Torneo Finalización | Deportivo Pereira | Colombia | 2022 |